# نيكولاس فيولا
نيكولاس فيولا (بالإيطالية: Nicolas Viola)‏ (12 أكتوبر 1989 بتاوريانوفا في إيطاليا - ) هو لاعب كرة قدم إيطالي في مركز الوسط. شارك مع منتخب إيطاليا تحت 17 سنة لكرة القدم ومنتخب إيطاليا تحت 18 سنة لكرة القدم ومنتخب إيطاليا تحت 19 سنة لكرة القدم. أما مع النوادي، فقد لعب مع نادي باليرمو ونادي ترنانا ونادي ريجينا ونادي نوفارا.

## روابط خارجية
- نيكولاس فيولا على موقع إي إس بي إن إف سي (الإنجليزية)
- نيكولاس فيولا على موقع قاعدة بيانات كرة القدم.إي يو (الإنجليزية)
- نيكولاس فيولا على موقع Soccerway.com (الإنجليزية)
- نيكولاس فيولا على موقع عالم كرة القدم.نت (الإنجليزية)
- نيكولاس فيولا على موقع AS.com (الإسبانية)